# دریاچه کری
دریاچه کری (به قزاقی: Kerey) یک دریاچه در قزاقستان است که در استان قراغندی واقع شده‌است.